# Armengol Coll y Armengol
Armengol Coll y Armengol (Ivars d'Urgell, 11 gennaio 1859 – Santa Isabel, 21 aprile 1918) è stato un vescovo cattolico spagnolo.
Missionario claretiano nella Guinea spagnola, è stato il primo vicario apostolico di Fernando Poo.

## Biografia
Il 15 ottobre 1877 emise la professione dei voti tra i Figli del Cuore Immacolato di Maria e fu ordinato prete il 24 settembre 1881.
Si dedicò alla predicazione delle missioni popolari; nel 1883 fu nominato superiore della casa claretiana di La Selva del Camp e nel 1886 superiore del seminario di Alagón.
Fu nominato prefetto apostolico delle missioni di Fernando Poo nel 1890. Nel 1904, quando la prefettura fu elevata a vicariato apostolico, fu nominato vescovo di Tignica in partibus e vicario apostolico. Fu consacrato a Roma.
Fondò la congregazione indigena delle Oblate missionarie di Maria Immacolata; fece pubblicare le prime grammatiche delle lingue locali e, nel 1903, fondò la rivista La Guinea Española.

## Genealogia episcopale
La genealogia episcopale è:
- Cardinale Scipione Rebiba
- Cardinale Giulio Antonio Santori
- Cardinale Girolamo Bernerio, O.P.
- Arcivescovo Galeazzo Sanvitale
- Cardinale Ludovico Ludovisi
- Cardinale Luigi Caetani
- Cardinale Ulderico Carpegna
- Cardinale Paluzzo Paluzzi Altieri degli Albertoni
- Papa Benedetto XIII
- Papa Benedetto XIV
- Papa Clemente XIII
- Cardinale Marcantonio Colonna
- Cardinale Giacinto Sigismondo Gerdil, B.
- Cardinale Giulio Maria della Somaglia
- Cardinale Carlo Odescalchi, S.I.
- Cardinale Costantino Patrizi Naro
- Cardinale Lucido Maria Parocchi
- Cardinale Girolamo Maria Gotti,  O.C.D.
- Vescovo Armengol Coll y Armengol, C.M.F.